# منتزلية لندلية
برطونية ذهبية أو منتزلية لندلية (الاسم العلمي:Mentzelia lindleyi) هي نوع من النباتات تتبع جنس المنتزلية من الفصيلة اللواسية. سمي هذا النوع نسبةً إلى عالم النبات البريطاني جون لندلي.